# 临浮战役
临浮战役是1946年第二次国共内战期间，晋冀鲁豫野战军与国民革命军在山西省临汾、浮山地区发生的一场著名战役。

## 背景
1946年7、8月间，国民革命军在同蒲铁路的作战受重挫。在8月中旬的同蒲战役中，晋冀鲁豫野战军陈赓部攻占赵城、洪洞、灵石等城，控制铁路100多千米，重创了国民革命军阎锡山部。作为回应，胡宗南下令整编第l、第30等师，由陕西调到山西运城，沿同蒲路北上临汾，发展进攻；第2战区司令长官阎锡山的部队则由平遥、介休向南进攻。南北夹击，企图与陈赓决战，重新打通同蒲路。
面对国军的攻势，陈赓于9月3日将晋南局势和作战计划报告中共中央军委和晋冀鲁豫军区，提出以小分队冒充主力牵制国军，主力绕道北进打击国军的作战计划。 4日，毛泽东回电同意陈赓的作战计划，并指示陈赓：“速将主力移至机动位置，隐蔽集结准备作战，以歼灭国军一个旅为目标。”据此，陈赓决定发起临浮战役战役，以挫败国军的攻势。

## 作战部署
1946年8月27日，国民革命军第一战区司令长官胡宗南飞抵运城，召集高级军事会议，布置新的攻势。其部署是：以整编第1师沿同蒲路北进，第30师沿铁路东侧经绛县、翼城向北，企图将陈赓主力压制于于洪洞、赵城地区，而后与国民革命军阎锡山部形成南北夹击之势，进而一举消灭陈赓的部队。
陈赓收到毛泽东电文后，决定乘国军北进时机，在临汾、浮山地区，于国军运动中寻机歼其一至两个旅，并且把目标锁定在胡宗南精锐，号称“天下第一旅”的整编第1师第1旅。其作战部署是：将同蒲战役后仍展开于灵石至翼城50公里间的第10旅、第11旅、第13旅，隐蔽集结于洪洞东南地区，进行消灭胡宗南北进部队的临战准备工作，而令第24旅和第1分区的部队进至灵石至平遥间，阻击阎锡山第34军的南下，以确保主力后方安全。同时，下令地方武装深入国军后方展开游击战，迟滞、疲惫国军，诱其深入。  

## 作战过程
9月20日，国军开始行动。进驻临汾、翼城的整编第1师开始向浮山进攻。以整编第30师第27旅由翼城向浮山进攻，以整编第1师第167旅经太阳镇、塔儿山，沿第27旅左侧北进。22日，国军成功占领浮山城。陈赓在得到国军进入浮山县的消息后，当即下令各部迅速包围浮山的国军展开围攻，以吸进驻扎临汾的整编第1师第1旅前来增援，当日无线电监听捕获整编第一旅第2团的位置，晋冀鲁豫野战军第4纵队第11第13旅迅速出动，将由临汾东进至官雀村一带的第一旅第2团包围。
23日，黄正诚亲率第一旅沿临浮公路东援，同时以第167、第27旅由浮山全力西援被包围的第2团。但当黄正诚率第l旅东进至陈堰村时，又被第4纵队第10旅包围，第167旅、第27则被第4纵队第13旅一部和地方武装所阻，进展缓慢。23日夜，晋冀鲁豫野战军对国军发起攻击，战斗至至24日晨，将被围于官雀村、陈堰村的第l旅旅部和两个团全部歼灭。当第167旅、第27旅成功西进至官雀村时，晋冀鲁豫野战军已打扫完战场，带着被俘的整编第1师第1旅中将旅长黄正诚和大批俘虏转移他处。当日，增援的国军第167、第27旅迅速向临汾撤退，途中遭到追击，损失惨重。

## 结果
此役，晋冀鲁豫野战军共毙伤俘国军5000余人，打破了国军南北夹击，控制同蒲铁路的作战计划。